# (1990) Pilcher
(1990) Pilcher est un astéroïde de la ceinture principale, découvert le 9 mars 1956 par Karl Wilhelm Reinmuth à Heidelberg.
Sa distance minimale d'intersection de l'orbite terrestre est de 1,59520 ua.
En 2022/2023, un satellite a été repéré par photométrie autour de cet astéroïde.